# Camillo Benso, Bá tước xứ Cavour
Camillo Paolo Filippo Giulio Benso, bá tước của Cavour, trong Isolabella và Leri (sinh ngày 10 tháng 8 năm 1810 - mất ngày 6 tháng 6 năm 1861), thường được biết đến như là một chính khách Cavour Ý và một nhân vật hàng đầu trong phong trào hướng tới thống nhất đất nước Ý. Ông là người sáng lập của Đảng Tự do và Thủ tướng ban đầu của Vương quốc Piedmont-Sardinia, một chức vụ ông nắm giữ (trừ giai đoạn từ chức trong sáu tháng) trong suốt cuộc chiến tranh độc lập Ý thứ hai và các chiến dịch Garibaldi của đoàn kết Italia. Sau khi tuyên bố một Vương quốc Ý thống nhất, Cavour nhậm chức thủ tướng đầu tiên của Ý; ông qua đời chỉ sau ba tháng giữ chức vụ này, và do đó đã không sống để nhìn thấy Venetia hoặc Roma như là một phần của nước Ý mới.